# Tabanus mesquitelai
Tabanus mesquitelai är en tvåvingeart som beskrevs av Travassos Santos Dias 1991. Tabanus mesquitelai ingår i släktet Tabanus och familjen bromsar. Inga underarter finns listade i Catalogue of Life.